# チャーリー・アントリーニ
チャーリー・アントリーニ（Charly Antolini、1937年5月24日 - ）は、スイスのジャズ・ドラマー。

## 略歴
チューリッヒ生まれのアントリーニは、スイスの伝統的なバーゼル・ドラムを演奏し始めた。1956年にパリへ渡り、シドニー・ベシェやビル・コールマンと共演した。トランペット奏者のオスカー・クライン、クラリネット奏者のヴェルナー・ケラーと共に、トレムブル・キッズ（Tremble Kids）に参加。1962年にはドイツのシュトゥットガルトに移り、エルヴィン・レーン率いるSWRビッグバンドで、ベーシストのペーター・ヴィッテ、ピアニストのホルスト・ヤンコフスキーと共に5年にわたり演奏した。1965年から1967年にかけて、ヴィッテと共に、クラシック音楽とジャズを融合させたルーマニア人ピアニスト、オイゲン・キケロのために5枚のアルバムをレコーディングした。また、NDRビッグバンドでは、クルト・エーデルハーゲン、ペーター・ヘルボルツハイマー、マックス・グレガーと共に演奏した。
1976年、スティーヴ・フックス（テナー・サクソフォーン）、アンドレイ・ロバノフ（トランペット）、デヴィッド・ガザロフ（キーボード）、ロッキー・クナウアー（ベース）と共にチャーリー・アントリーニズ・ジャズ・パワーを結成。後にレン・スキートとブライアン・レモンがメンバーに加わった。1980年代には、ベニー・グッドマンの他、ライオネル・ハンプトン、バーバラ・ディナーリン、アルベルト・マンゲルスドルフ、アール・ハインズ、ロイ・エルドリッジ、ジミー・ジュフリー、アート・ファーマー、オリヴァー・ネルソン、アート・ヴァン・ダム、スタッフ・スミス、バーデン・パウエルらとドイツ、イタリア、デンマークをツアーした。1980年代後半から1990年代前半にかけて、イギリスのテナー・サクソフォーン奏者ディック・モリッシーと4枚のアルバムを録音、そのうち3枚はライブであり、1994年にはピアニストのダーク・ラウファイゼンとベーシストのジミー・ウッドとともにスーパー・トリオを結成した。

## ディスコグラフィ

### リーダー・アルバム
- Drum Beat (1966年、SABA)
- Soul Beat (1968年、MPS)
- In the Groove (1972年、MPS/BASF)
- Atomic Drums (1972年、Columbia)
- Jazz Power/Live (1978年、Plane)
- 『KNOCK OUT』 - Knock Out (1979年、Jeton)
- Special Delivery (1980年、MPS)
- Countdown (1980年、Jeton)
- Crash (1981年、Jeton)
- Menue (1982年、Jeton)
- Bop Dance (1982年、Jazz Publications)
- Finale (1983年、Jeton)
- Caravan (1985年、Extra)
- Wow!!! (1987年、Verve)
- A Swinging Affair (1989年、Ariola)
- Live On Tour! (1989年、BEBAB) ※with バーバラ・ディナーリン
- Cookin (1990年、L+R)
- Recorded at the BBC Studio London (1991年、Bell)
- Charly Antolini Meets Dick Morrissey (1992年、Bell)
- 『ON THE BEAT』 - On the Beat (1993年、Bell) ※with チャーリー・アウグシェル
- Chicago Dixieland Swiss Made (1994年、Downtown)
- Swing Explosion (1994年、Bell) ※with ジェリー・ヘイズ
- Right On! (1995年、Bell)
- Knock Out 2000 (1999年、Inak)
- Swing Kings (2001年、ACT)
- Love to Play! (2001年、Skinfire)
- Live in Concert (2003年、Skinfire)
- The Jubilee 2006 Mixing Stuff (2006年、Skinfire)
- Good Time Together (2013年、Skinfire)
- Groove Merchant (2015年、Skinfire)

### 参加アルバム
オイゲン・キケロ
- 『ロココ・ジャズ』 - Rokoko Jazz (1965年、SABA)
- 『イン・タウン』 - In Town (1965年、SABA) ※旧邦題『プレイズ・スタンダード』『枯葉』
- 『スウィンギング・チャイコフスキー』 - Swinging Tschaikowsky (1966年、SABA)
- 『ショパン・ジャズ』 - Cicero's Chopin (1966年、SABA)
- 『ロマンティック・スイング - キケロ・プレイズ・リスト』 - Romantic Swing (1968年、SABA)
- 『バルカン・ラプソディー』 - Balkan Rhapsody (1970年、MPS)
- 『プレイズ・スタンダード』 - Klavierspielereien (1971年、MPS)
- 『スウィンギン・クラシカル - オイゲン・キケロ・デラックス』 - Swinging Classics (1972年、MPS)
- Highlights (1976年、MPS/BASF)
- 『別れの詩』 - Presenting Eugen Cicero (1978年、MPS)
- 『クラシック・イン・リズム』 - Classics in Rhythm (1986年、MPS)

ホルスト・ヤンコフスキー
- Traumklang und Rhythmus mit Horst Jankowski (1965年、Mercury)
- Horst Jankowski Quartet/Horst Jankowski with Bernie's Swing Five (1978年、Orix)
- Piano Interlude (1994年、Intersound)

アート・ヴァン・ダム
- Art van Damme (1967年、SR)
- 『愛の美学』 - The Gentle Art of Art (1967年、SABA)
- 『サテン・ドール』 - Ecstasy (1967年、SABA)
- Art in the Black Forest (1968年、MPS)
- 『ララバイ・イン・リズム』 - Lullaby in Rhythm (1968年、MPS)
- Art and Four Brothers (1969年、MPS)
- On the Road (1969年、MPS)
- The Many Moods of Art (1972年、BASF)
- 『インヴィテイション』 - Invitation (1974年、MPS/BASF)
- With Strings (1979年、MPS)

その他
- スヴェンド・アスムッセン : Jazz Fiddlin' Around (1967年、Murbo)
- フランシス・コピエテルス : Rosen fur Dich (1968年、Cornet Special)
- ファッティ・ジョージ : Fatty '78 (1978年、MPS)
- ジャック・ハマー : Jack Hammer Presents: This Is My Song (1978年、Bellaphon)
- ベニー・グッドマン : Berlin 1980 (1996年、TCB)
- ジョルジュ・グルンツ : Drums and Folklore: From Sticksland with Love (1967年、SABA)
- ダニー・モス : Steamers! (1999年、Nagel Heyer)
- ダニー・モス : Steam Power! (2002年、Nagel Heyer)
- バーデン・パウエル : 『ポエマ・オン・ギター』 - Poema on Guitar (1967年、MPS/SABA)
- ディーター・ライス : 『ア・ハッピー・アフターヌーン』 - A Happy Afternoon (1966年、SABA)
- クリスチャン・シュルツ : Jazz Rock Made in Germany (2010年、Kick/OBH)
- シンガーズ・アンリミテッド : 『フィーリングス』 - Feelings (2007年、MPS/Universal) ※コンピレーション
- スタッフ・スミス : Black Violin (1967年、SABA)
- ジョー・ターナー & アルバート・ニコラス : Joe & Nick + Two (1958年、Columbia)